# Sóc Trăng
Sóc Trăng est une ville du Viêt Nam, capitale de la province de Sóc Trăng. Elle a été élevée du rang de thị xã (vi) à celui de ville le 8 février 2007 par le décret 22/2007/NĐ-CP.